# 니콜라스 F. 브래디
니콜라스 프레드릭 브래디(Nicholas Frederick Brady, 1930년 4월 11일 ~ )은 미국의 정치인으로 미국 뉴저지주 연방상원의원이자, 제68대 미국 재무장관을 역임하였다.

## 학사
- 예일 대학교 인문사회 학사
- 하버드 대학교 경영학 석사

## 경력
- 1982.04 ~ 1982.12 제97대 미국 뉴저지주 연방상원의원
- 1988.09 ~ 1993.01 제68대 미국 재무장관